# Société de la Couronne
Ne doit pas être confondu avec Société de la Couronne du Canada.
Vous pouvez aider à l'améliorer ou bien discuter des problèmes sur sa page de discussion.
- Certaines informations devraient être mieux reliées aux sources mentionnées dans la bibliographie ou les liens externes. Améliorez sa vérifiabilité en les associant par des références. (Marqué depuis novembre 2007)
- Il adopte un point de vue régional ou culturel particulier et nécessite une internationalisation. (Marqué depuis février 2013)
- Il a besoin d’être illustré. Des médias (images, animations, vidéos, sons) sous licence libre ou du domaine public sont les bienvenus pour l'améliorer.
Si vous êtes l’auteur d’un média que vous souhaitez partager, importez-le. Si vous n’êtes pas l’auteur, vous pouvez néanmoins faire une demande de libération d’image à son auteur. (Marqué depuis août 2024)

Une société de la Couronne, ou société d'État, est, dans les pays qui sont un royaume du Commonwealth, une compagnie ou une entreprise indépendante du milieu des affaires, contrôlée par l'État et visant la prestation de services ou la vente et l'exploitation de biens et de ressources, assujetties à un cadre législatif généralement plus restrictif. La société de la Couronne ou société d'État vise habituellement des objectifs de rentabilité et d'autofinancement et a une personnalité juridique distincte de celle de l'État. Contrairement aux ministères gouvernementaux qui sont soumis à un contrôle politique plus direct, les sociétés d'État jouissent d'une plus grande autonomie dans leurs actions et décisions. 
Cette expression étant le plus souvent utilisée au Canada, cet article traite plus particulièrement des sociétés de la Couronne canadiennes. Elles existent cependant également dans plusieurs pays de tradition britannique, comme la Nouvelle-Zélande.

## Étymologie
Au Canada, les appellations « société de la Couronne » et « compagnie de la Couronne » (ce dernier terme étant tombé en désuétude) sont davantage employées pour désigner des entreprises publiques et organismes de gestion économique relevant du gouvernement fédéral canadien. L'appellation « société d'État » dégage un contexte plus général pouvant être utilisée pour désigner toute entreprise publique gouvernementale canadienne, provinciale ou fédérale. Elle est d'ailleurs préférée et dans l'usage courant au Québec.

## Avantages
Ce type de gestion est fréquemment utilisé dans les domaines où la loi demande un contrôle accru. L'alcool et le jeu sont un très bon exemple, étant donné que ces produits demandent une certaine vigilance. L’État établit les standards et les réglementations.
Ces sociétés sont aussi des pionniers dans le domaine de la syndicalisation[réf. nécessaire].

## Inconvénients
Le monopole d'État ne permet pas l'effet « concurrence » permettant, le cas échéant, une baisse des prix[réf. nécessaire].

## Sociétés de la Couronne canadiennes
En théorie, les sociétés de la Couronne opèrent en proche collaboration avec le gouvernement. Toujours en théorie, le gouvernement n'a un contrôle que sur le budget et la nomination des officiers supérieurs, membres du conseil d'administration et directeurs. En pratique, les liens sont souvent différents, car la politique vient colorer la relation. Par exemple, telle société de la Couronne fait année après année des déficits. Le gouvernement les épongera dans un but d'image publique. En contrepartie, il exigera d'avoir un droit de regard plus étendu.
Au Québec, les sociétés d'État sont maintenant gouvernées selon des règles et principes fiduciaires modernes, fidèles aux meilleures pratiques. De façon générale, les sociétés se sont conformées aux exigences de divulgation de la loi. Cependant, Yvan Allaire, président exécutif de l'Institut sur la gouvernance, émet des recommandations pour améliorer la transparence et pour renforcer la capacité de supervision et de coordination du gouvernement.
En 2006, au Canada, les sociétés de la Couronne sont opérées tant par les gouvernements provinciaux que fédéral, cela dans le but de poursuivre des objectifs économiques, sociaux et politiques. Étant des sociétés, elles facilitent pour les gouvernements l'accès au capital. Elles sont présentes dans différents marchés :
- certains biens et services (Postes Canada),
- énergie (Hydro-Québec, Hydro One),
- ressources naturelles (Petro-Canada pendant plusieurs années),
- transport public (Société des traversiers du Québec, Canadien National pendant plusieurs années et Air Canada pendant plusieurs années),
- culture (Centre national des arts),
- immobilier (Société canadienne d'hypothèques et de logement (SCHL), Société d'habitation du Québec (SHQ)).
- vente d'alcool et de drogues (Liquor Control Board of Ontario, Société des alcools du Québec et sa filiale la Société québécoise du cannabis)

Les deux plus importantes sociétés de la Couronne actives pendant le XXe siècle sont le Canadien National et Air Canada. Pour diverses raisons, surtout financières, le gouvernement du Canada les a vendues et elles sont devenues privées. Un gouvernement peut détenir une partie du capital de ces sociétés. Il agit alors comme un actionnaire ordinaire.
Les gouvernements peuvent déléguer certaines responsabilités à des sociétés sans droit de regard sur leur gouvernance. Par exemple, l'Agence spatiale canadienne est une telle société.
Au XXIe siècle, les gouvernements au Canada ne font plus un usage courant de ces sociétés. Elles étaient surtout courantes de 1918 (la première étant le Canadien National) à 1981 (Postes Canada).

## Nouvelle-Zélande
Les sociétés de la Couronne en Nouvelle-Zélande sont connues comme des entreprises d'État (State-Owned Enterprise) et sont régies par la loi de 1986 dans deux catégories. Deux ministres en ont la responsabilité, le ministre des sociétés de la Couronne et le ministre du domaine où œuvre une société particulière. Un comité de surveillance (Crown Company Monitoring Advisory Unit) reçoit leurs états financiers au sein du ministère du Revenu.
La plupart de celles-ci sont d'anciens services ou agences du gouvernement qui ont été créés à la suite des problèmes économiques des années 1980. La fonction de ces sociétés est de fournir un service ou des produits de manière rentable pour l'État et compétitive avec les autres entreprises de leur secteur d'activité. La loi sous-entend que le but est la privatisation de ces sociétés même si cela n'a pas toujours été le cas. Certaines autres agencent gouvernementales sont classées par analogies comme sociétés de la Couronne, bien que légalement, elles ne le soient pas.
Deux exemples de sociétés d’État néo-zélandaises sont la New Zealand Post et MetService. Certaines de ces sociétés, telles que Television New Zealand, ont fait la transition vers une agence gouvernementale.